# Гремяха (приток Туломы)
Гремяха — река в России, течёт по территории Кольского района Мурманской области. Устье реки находится в 21 км по правому берегу реки Тулома. Длина реки составляет 11 км, площадь водосборного бассейна 95 км².

## Данные водного реестра
По данным государственного водного реестра России относится к Баренцево-Беломорскому бассейновому округу, водохозяйственный участок реки — Тулома от Верхнетуломского гидроузла и до устья. Речной бассейн реки — бассейны рек Кольского полуострова, впадает в Баренцево море.
Код объекта в государственном водном реестре — 02010000412101000001423.